# Frans Heikkinen
Frans Heikkinen (* 22. April 1906 in Paltamo; † 8. Oktober 1943 in Lieksa) war ein finnischer Skilangläufer.
Heikkinen, der für den Kainuun HS startete, belegte bei den Lahti Ski Games 1933 den zweiten Platz über 17 km und 1935 den zweiten Platz über 50 km. Bei den Olympischen Winterspielen 1936 in Garmisch-Partenkirchen kam er auf den siebten Platz über 50 km. Bei den Nordischen Skiweltmeisterschaften 1938 in Lahti lief er auf den 33. Platz über 50 km. Heikkinen starb im Oktober 1943 an einer Gehirnblutung während des Fortsetzungskrieges.